# Oxacillin
Az oxacillin a penicillinek közé tartozó antibiotikum. Különböző rezisztens Staphylococcus baktériumok okozta fertőzés ellen alkalmazzák, pl. szívbelhártya-, ízületi, agyhártya-, csontvelő-, tüdő-, arcüreggyulladás.
A VIII. Magyar Gyógyszerkönyvben Oxacillinum natricum monohydricum    néven hivatalos.  

## Rezisztencia

A β-laktámok alapvegyülete: a propiolaktám.

A penicillinnel szemben fellépő rezisztencia már a 40-es évek elején megjelent, majd fokozatosan terjedt. Ma a Staphylococcus aureus izolátumok kb. 95%-a penicillin-rezisztens.
Az igazi problémát az úgynevezett „meticillin-rezisztens” Staphylococcus aureus (MRSA), illetve Staphylococcus epidermidis(en) (MRSE) baktériumtörzsek terjedése jelenti, amelyek nemcsak a meticillinre de több más antibiotikumra, így az Oxacillinra is ellenállóvá váltak.
A Staphylococcus aureus oxacillin-rezisztenciáját három különböző mechanizmus okozhatja:
1. klasszikus típus: penicillinkötő fehérje(en) (PBP) termelése, amelyet a baktérium-kromoszóma mecA génje(en) kódol
2. a β-laktamáz enzim fokozott mennyiségű termelése, mellyel a baktérium elbontja a β-laktám-tartalmú gyógyszert
3. módosított PBP-k termelése, amelyek csökkentik a baktérium affinitását a β-laktám antibiotikumok iránt (az antibiotikum nehezebben épül be a baktérium sejtfalába).

A mec génnel rendelkező törzsek (klasszikus típusú rezisztencia) rezisztensek a penicillináz-rezisztens penicillinekkel (PRP), például a meticillinnel, oxacillinnel és a nafcillinnel(en) szemben, és a rezisztencia expressziójában vagy homogének, vagy heterogének.
Homogén expresszió(en) esetén gyakorlatilag az összes sejt rezisztenciát mutat a hagyományos in vitro tesztek során. Heterorezisztens expresszió esetén egyes sejtek érzékenynek, más sejtek pedig rezisztensnek mutatkoznak. Gyakran a vizsgált sejtpopulációban 104–108 sejt közül csak egy mutat rezisztenciát. A heterogén expresszió esetenként határeseti MIC-értéket eredményez, például oxacillin esetében 4–8 μg/mL-es MIC(en)-et. A klasszikus rezisztenciával rendelkező baktériumok általában rezisztensek más szerekre is, így eritromicinre, klindamicinre, kloramfenikolra(en), tetraciklinre, trimetoprim-szulfametoxazol(en)-kombinációra, a kinolonokra(en) és az aminoglikozidokra(en).
A β-laktamáz fokozott termelése és a módosított PBP jelenléte által okozott rezisztencia is általában határeseti rezisztenciát eredményez. Általában egyik esetben sincs többszörös rezisztencia.

## Mellékhatások, ellenjavallatok
Ellenjavallatok: penicillinérzékenység, asztma, allergia, máj- és vesebetegség, vérzékenység, véralvadási rendellenességek.
Az oxacillin – más antibiotikumokhoz hasonlóan – csökkenti a fogamzásgátló tabletták hatását.
A penicillinek gyakran okoznak hasmenést, melyet könnyű összetéveszteni egy újabb fertőzéssel. Egyéb mellékhatások: kiütés. láz, arcduzzanat, nehéz légzés, szokatlan vérzés vagy zúzódásnyom, szédülés, görcsök, száj- vagy torokszárazság.
A láz és a gyomorpanaszok májproblémákra utalhatnak nagy adagú intravénás kezeléskor, 1–3 héttel a kezelés megkezdése után. Az ALT-szint 2–20-szorosára ugrik, de a kezelés megszakítása után 1–2 héttel visszaáll az eredeti szintre. Sárgaság nem jelentkezik, és előfordul, hogy a láz és a gyomorpanaszok is elmaradnak. Az ok ismeretlen, de hasonló a karbenicillinnél tapasztalttal, és HIV-pozitív betegekben gyakoribb.
Egy másik, jóval ritkábban előforduló mellékhatás a cholestaticus hepatitis, mely 1–6 héttel a kezelés megkezdése után alakul ki, és hetekig, akár egy-két hónapig is eltart. Az epevezeték gyulladása miatt alakul ki, sárgasággal jár. Néha allergiás tünetek is jelentkeznek (viszketés, kiütés), de autoantitestek nem mutathatók ki. A mellékhatás hasonlít a dikloxacillinnél és más második generációs penicillineknél tapasztalthoz.
Jelenlegi tudásunk szerint az oxacillin nem ártalmas a magzatra, ismert viszont, hogy az oxacillin átkerül az anyatejbe. Mindkét esetben fokozott óvatosság és orvosi ellenőrzés szükséges.
Az oxacillin nem alkalmas vírusfertőzések (pl. influenza) ellen.

## Adagolás
Súlyos fertőzés kezdetén intravénásan vagy izomba adva kell alkalmazni, utókezelésként szájon át.
Az oxacillint üres gyomorral (legalább egy órával étkezés előtt és két órával utána) kell bevenni egy pohár vízzel. A szokásos adag 0,5–1 g 4- vagy 6-óránként.
Intravénásan a szokásos adag felnőtteknél 4-óránként 2g vagy 6-óránként 3g 6 héten keresztül, a fertőzés típusától függően önállóan vagy más szerrel kombinációban. 7 naposnál fiatalabb újszülötteknél a születési súlytól függően 25–50 mg/tskg 6, 8 vagy 12-óránként izomba adva vagy intravénásan. 1–12 éves kor között 25 to 37.5 mg/tskg intravénásan vagy izomba adva. A napi maximális adag egyéves kor felett 12 g.
A többi antibiotikumhoz hasonlóan a szert az előírt időpontig akkor is szedni kell, ha a tünetek megszűntek, hogy a baktériumok teljesen elpusztuljanak.

## Készítmények
A nemzetközi gyógyszerkereskedelemben nagyon sok készítmény van forgalomban önállóan és kombinációban is.  Néhány példa európai gyártók készítményeire:
- Bristopen
- Cryptocillin
- Optocillin
- Penstapho
- Prostaphlin
- Stapenor
- Summopenil
- Totocillin

Magyarországon nincs forgalomban.